# 启明街道 (常德市)
城东街道，是中华人民共和国湖南省常德市武陵区下辖的一个乡镇级行政单位。
2014年8月18日更名为启明街道。

## 行政区划
城东街道下辖以下地区：
牯牛岗社区、庆丰社区、楠沙社区、半边街社区、红卫社区、新东街社区、红庙社区、盐关社区、竹园社区和东苑社区。